# Cyathea ohaensis
Cyathea ohaensis är en ormbunkeart som beskrevs av Masahiro Kato. Cyathea ohaensis ingår i släktet Cyathea och familjen Cyatheaceae. Inga underarter finns listade.